# Вишневський Володимир Йосипович
Володимир Йосипович Вишневський (20 липня 1897, с. Теслугів, Рівненська обл. — 5 липня 1961, Париж) — церковний діяч УАПЦ.

## Біографічні відомості

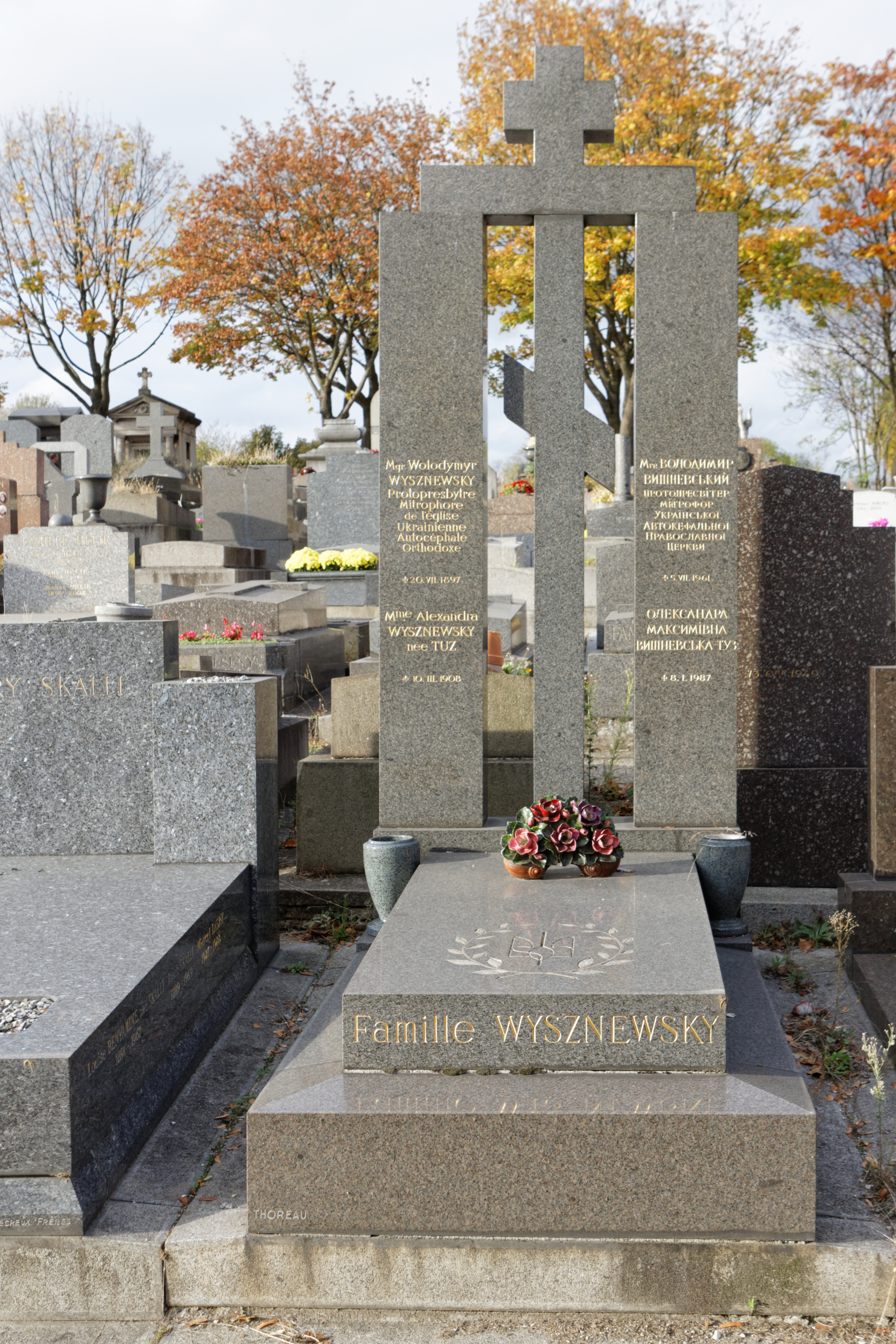
Могила В. Вишневського на цвинтарі Пер-Лашез, ділянка №97

Закінчив Варшавський університет (1928). У 1928–39 — священик на Підляшші. Під час Другої світової війни — декан у м. Ковель.
Від 1944 — секретар архієпископа Никанора у Варшаві та Німеччині. Від 1948 — настоятель парафії УАПЦ в Парижі, від 1950 — адміністратор УАПЦ у Франції, від 1953 — у Швейцарії, Італії й Іспанії.
Від 1952 — секретар Священного синоду УАПЦ, від 1956 — член Вищої ради митрополії УАПЦ. Від 1953 — протопресвітер.
У 1953–54 — редактор і видавець журналу «Благовісник».
Помер 5 липня 1961 року в Парижі, похований на кладовищі Пер-Лашез на ділянці № 97.